# 九龍巴士887線
九龍巴士887線是香港一條馬場巴士路線，由沙田馬場單向前往旺角（柏景灣），以居住在九龍塘及旺角區部的馬迷為主要服務對象。

## 歷史
- 1978年10月7日：本線投入服務，提供接載沙田馬場散場的馬迷返回九龍塘、何文田、旺角及大角咀的巴士服務，只在沙田馬場賽馬日開出，本線初期為雙向服務。
- 1988年9月17日：本線改經深水埗往沙田馬場。
- 1995年1月1日：本線改為單向由沙田馬場往大角咀。
- 1995年5月8日：本線隨其他以大角咀碼頭為總站路線一同遷往大角咀新填海區的臨時總站。
- 1999年8月15日：本線總站遷往大角咀（維港灣）公共運輸交匯處。
- 2000年7月9日：旺角（柏景灣）公共運輸交匯處啟用，本線亦同時遷往。
- 2000年9月3日：提升為全線空調服務，為最後全冷的3條沙田馬場路線之一（另外2條則為848及891），收費則維持不變。
- 2020年2月7日：因應新型冠狀病毒疫情期間沙田馬場賽馬日的特別安排，由當日起暫停服務，直至翌年9月5日方恢復[1]。

## 服務時間及班次
於沙田馬場賽馬日尾場賽事前一小時至尾場結束後一小時提供服務，客滿即開。

## 收費
全程：$21.6
| - 本線設有12歲以下小童及65歲或以上長者半價優惠。 - 本線不設長者及殘疾人士每程$2.0的票價優惠；12至64歲殘疾人士如使用「殘疾人士身份」個人八達通，以及60至64歲香港居民使用「樂悠咭」繳付車資，會以全費計算。 - 乘客可以現金或八達通於上車時付款，不設找續。 - 每位成人乘客可免費攜帶最多兩名4歲以下而不佔座位的兒童乘客乘車，超額之4歲以下小童必須繳付小童車費乘車。 - 持有「九巴月票」之乘客在車票有效期內，每日可享最多10程任何九龍巴士及龍運巴士路線（包括本路線，以及聯營路線的九龍巴士／龍運巴士提供的班次；惟乘搭機場「A」及「NA」線則可享原價二七折優惠（不會計算每天10次合資格車程））；而B1線則每日可享最多各2程（不會計算每天10次合資格車程）。 - 九龍巴士、城巴、龍運巴士及陽光巴士全職員工及家屬（不包括外判職員）可免費乘搭本路線，惟必須拍職員或職員家屬八達通。 - 乘客亦可透過多元化電子支付系統（e度嘟）繳付車資，包括使用非接觸式VISA卡、JCB卡、萬事達卡、銀聯卡、美國運通、大來國際、Discover Card、Apple Pay、Google Pay、Samsung Pay、AlipayHK「易乘碼」、支付寶、WeChatHK／微信支付「搭車碼」、銀聯雲閃付「乘車碼」及BOC Pay「乘車碼」。乘客使用此付款方式，使用此支付方式的乘客可享有中途下車之分段收費，以及與其他九巴／龍運獨營路線或聯營線九巴／龍運班次之轉乘優惠，惟不適用於與非九巴／龍運路線之轉乘優惠，亦不能享有「公共交通費用補貼計劃」。 |

## 行車路線
經：沙田馬場通道、大埔公路-沙田段、沙田路、獅子山隧道公路、獅子山隧道、獅子山隧道公路、窩打老道、亞皆老街、櫻桃街、大角咀道、未命名路及海泓道。

### 沿線車站

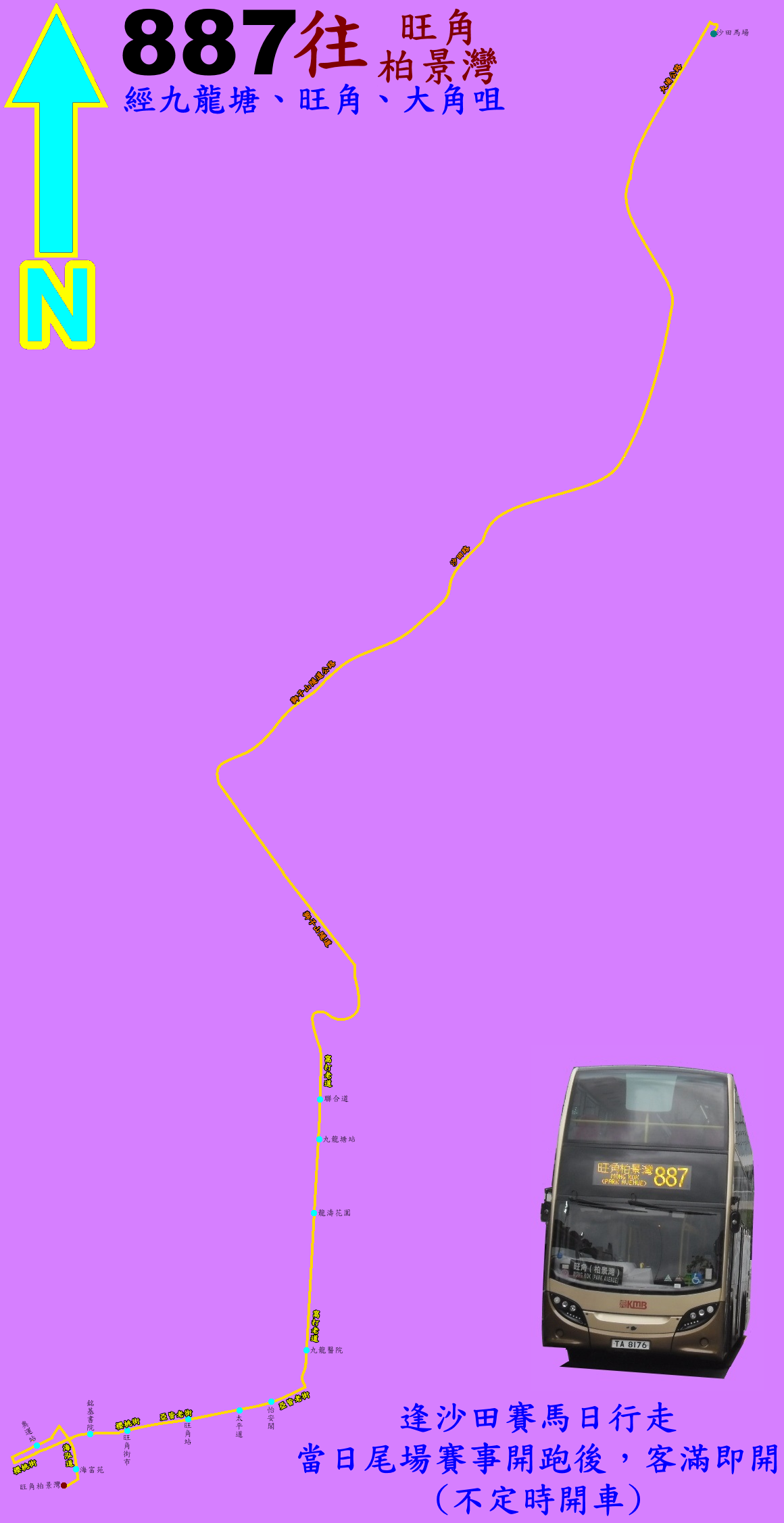
887線的走線圖

| 1                                                    | 沙田馬場巴士總站       | 沙田馬場巴士總站             |
| 大埔公路－沙田段；沙田路、獅子山隧道公路、獅子山隧道 |                        |                              |
| 2                                                    | 聯合道                 | 窩打老道                     |
| 3                                                    | 九龍塘站               | 窩打老道                     |
| 4                                                    | 龍濤花園               | 窩打老道                     |
| 5                                                    | 九龍醫院               | 窩打老道                     |
| 6                                                    | 怡安閣                 | 亞皆老街                     |
| 7                                                    | 太平道                 | 亞皆老街                     |
| 8                                                    | 旺角站                 | 亞皆老街                     |
| 9                                                    | 旺角街市               | 亞皆老街                     |
| 10                                                   | 銘基書院               | 櫻桃街                       |
| 11                                                   | 奧運站                 | 櫻桃街                       |
| 12                                                   | 海富苑                 | 海泓道                       |
| 13                                                   | 旺角（柏景灣）巴士總站 | 旺角（柏景灣）公共運輸交匯處 |

## 外部連結
- 九巴887線—九龍巴士

1. ↑   (PDF).   [2021-09-02]. （原始内容存档 (PDF)于2021-09-04）. （页面存档备份，存于）